# Жаборанди (Баия)
Жаборанди (порт. Jaborandi) —  муниципалитет в Бразилии, входит в штат Баия. Составная часть мезорегиона Крайний запад штата Баия. Входит в экономико-статистический  микрорегион Санта-Мария-да-Витория. Население составляет 9264 человека на 2006 год. Занимает площадь 9479,853 км². Плотность населения — 1,0 чел./км².

## Статистика
- Валовой внутренний продукт на 2003 год составляет 61 797 323,00 реалов (данные: Бразильский институт географии и статистики).
- Валовой внутренний продукт на душу населения на 2003 год составляет 6348,61 реалов (данные: Бразильский институт географии и статистики).
- Индекс развития человеческого потенциала на 2000 год составляет 0,617 (данные: Программа развития ООН).